# Anna-Liisa Hyvönen
Anna-Liisa Hyvönen (Helsinki, 29 de julio de 1926-Helsinki, 1 de diciembre de 2021) fue una política finesa que se desempeñó como miembro del Parlamento de la Unión Democrática Popular de Finlandia de 1972 a 1980 y como teniente de alcalde de Helsinki de 1980 a 1989. También fue miembro del Ayuntamiento de Helsinki.

## Biografía

### Niñez y juventud
Nació en una familia de izquierdas, el padre de Hyvönen era comerciante y su madre contadora. En la década de 1930, su padre fue prisionero político en el centro de trabajo forzado de Ekenäs; Hyvönen, de ocho años, tuvo que cuidar a sus hermanos mientras su madre mantenía a la familia trabajando como lavandera. Durante la Guerra de Continuación, ambos padres estuvieron en detención preventiva después de unirse a la Sociedad para la Paz y la Amistad entre Finlandia y la Unión Soviética. En ese momento, Hyvönen tuvo que cuidar a sus tres hermanos pequeños. Hyvönen envió cartas a su madre, por las que era conocida entre los presos políticos como "Lilina de Mäntykoski". Durante la guerra, también ayudó a los comunistas que se escondían en la región de Helsinki, como Veikko Pöyst. Hyvönen estudió en el Girl Normal Lyceum y continuó en la escuela secundaria nocturna, al mismo tiempo que trabajaba como rectora de la Junta de Alquiler de Habitaciones de la Ciudad de Helsinki. Se matriculó como estudiante en 1946 y luego estudió idiomas en la Universidad de Helsinki durante cuatro años.

### Carrera política
Hyvönen comenzó su carrera política incluso antes de la Guerra de Continuación en el Partido Socialdemócrata finés. Después de la guerra, Hyvönen se unió al partido Unión Democrática Popular de Finlandia por recomendación de Hertta Kuusinen. En noviembre de 1944, fue invitada a formar parte de la liga juvenil del partido. Hyvönen trabajó en la UDPF en 1945-1946 y 1953-1959, como secretaria de la Liga Escandinava para la Juventud Democrática en París y Budapest en 1950-1953, como secretario de organización de las fuerzas de paz finlandesas en 1955, como secretario de cultura de la Unión Democrática Popular en 1959-1968 y, como secretaria general de la Unión Democrática Popular.
Hyvönen comenzó su autocrítica política después de la muerte de Iósif Stalin y el levantamiento húngaro. En la década de 1960, fue uno de los reformadores más radicales de la Unión Democrática Popular de Finlandia y estaba firmemente del lado de la mayoría.
Hyvönen fue elegida miembro del Parlamento en las elecciones parlamentarias de 1972. En el otoño de 1980, se convirtió en teniente de alcalde responsable de la atención médica en la ciudad de Helsinki, siendo la primera mujer elegida para el cargo. Bajo el liderazgo de Hyvönen, se establecieron 15 centros de salud en Helsinki y se mejoró la atención ambulatoria para personas con problemas de salud mental. En 1998, Hyvönen recibió el título de Concejal de la Ciudad.

## Vida personal
Se casó en 1952 con Paavo Hyvönen (1924-2011), quien fue el director de pensiones de la ciudad de Helsinki. El padre de Paavo Hyvönen era el conocido comunista Antti Hyvönen. La pareja tuvo tres hijos.